# Montcet
Montcet est une commune française, située dans le département de l'Ain en région Auvergne-Rhône-Alpes.

## Géographie
La commune est située sur les rives de l'Irance, entre Bresse et Dombes.

### Communes limitrophes
|          | Polliat   |         |
| Vandeins | Montcet   | Buellas |
|          | Montracol |         |

### Climat
Pour des articles plus généraux, voir Climat d'Auvergne-Rhône-Alpes et Climat de l'Ain.
En 2010, le climat de la commune est de type climat océanique dégradé des plaines du Centre et du Nord, selon une étude du CNRS s'appuyant sur une série de données couvrant la période 1971-2000. En 2020, Météo-France publie une typologie des climats de la France métropolitaine dans laquelle la commune est dans une zone de transition entre le climat semi-continental et le climat de montagne et est dans la région climatique Bourgogne, vallée de la Saône, caractérisée par un bon ensoleillement (1 900 h/an), un été chaud (18,5 °C), un air sec au printemps et en été et des vents faibles.
Pour la période 1971-2000, la température annuelle moyenne est de 11,6 °C, avec une amplitude thermique annuelle de 18 °C. Le cumul annuel moyen de précipitations est de 1 025 mm, avec 11,4 jours de précipitations en janvier et 7,9 jours en juillet. Pour la période 1991-2020, la température moyenne annuelle observée sur la station météorologique de Météo-France la plus proche, « Ceyzériat_sapc », sur la commune de Ceyzériat à 17 km à vol d'oiseau, est de 11,7 °C et le cumul annuel moyen de précipitations est de 1 032,6 mm,. Pour l'avenir, les paramètres climatiques de la commune estimés pour 2050 selon différents scénarios d'émission de gaz à effet de serre sont consultables sur un site dédié publié par Météo-France en novembre 2022.

## Urbanisme

### Typologie
Au 1er janvier 2024, Montcet est catégorisée commune rurale à habitat dispersé, selon la nouvelle grille communale de densité à 7 niveaux définie par l'Insee en 2022.
Elle est située hors unité urbaine. Par ailleurs la commune fait partie de l'aire d'attraction de Bourg-en-Bresse, dont elle est une commune de la couronne,. Cette aire, qui regroupe 80 communes, est catégorisée dans les aires de 50 000 à moins de 200 000 habitants,.

### Occupation des sols
L'occupation des sols de la commune, telle qu'elle ressort de la base de données européenne d’occupation biophysique des sols Corine Land Cover (CLC), est marquée par l'importance des territoires agricoles (89 % en 2018), en diminution par rapport à 1990 (90,9 %). La répartition détaillée en 2018 est la suivante : 
prairies (42,4 %), terres arables (23,7 %), zones agricoles hétérogènes (22,9 %), zones urbanisées (5,7 %), forêts (5,3 %).
L'évolution de l’occupation des sols de la commune et de ses infrastructures peut être observée sur les différentes représentations cartographiques du territoire : la carte de Cassini (XVIIIe siècle), la carte d'état-major (1820-1866) et les cartes ou photos aériennes de l'IGN pour la période actuelle (1950 à aujourd'hui).

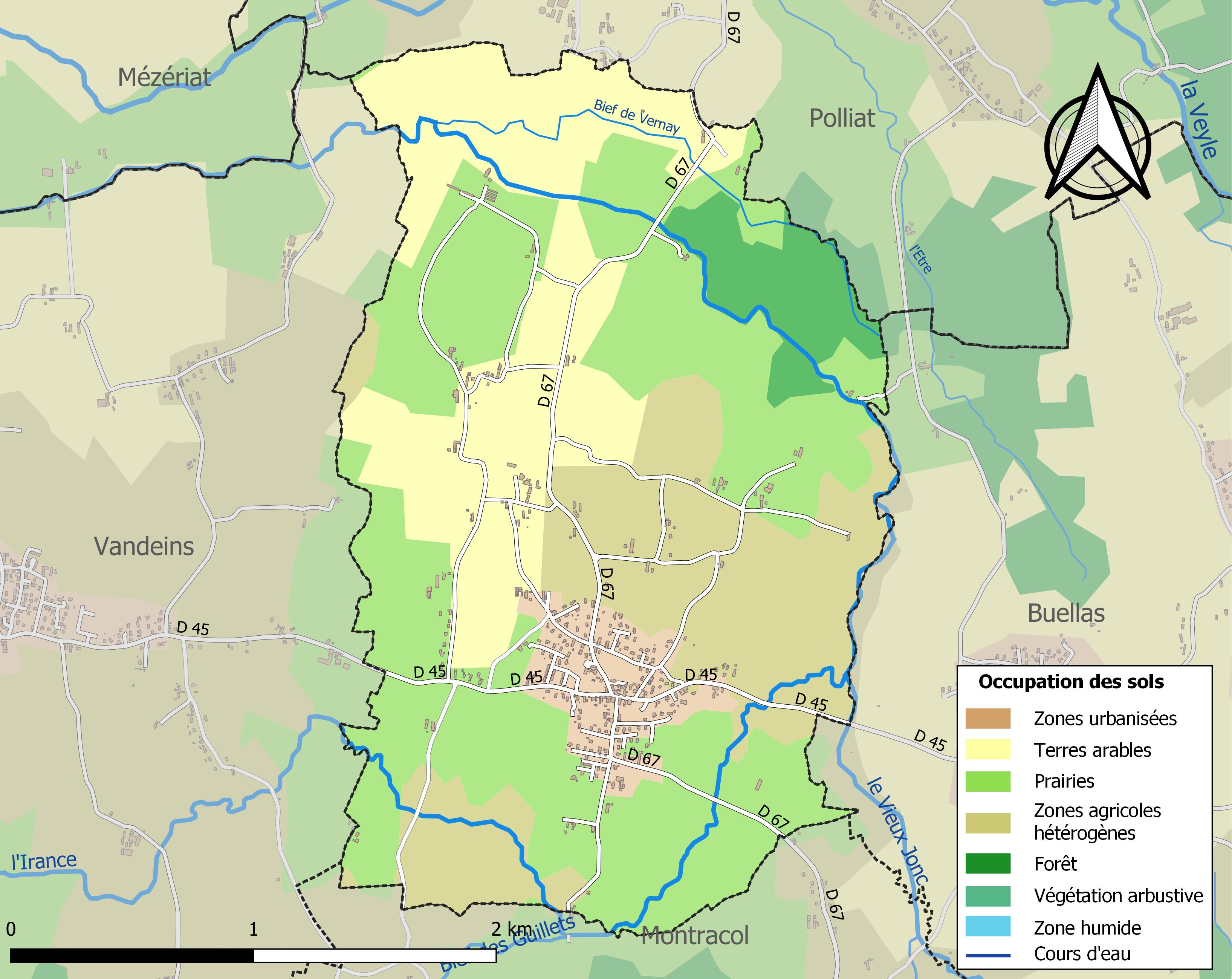
Carte des infrastructures et de l'occupation des sols de la commune en 2018 (CLC).

## Toponymie

### Attestations anciennes
Ecclesia de Moncello, de Muncellis, de Moncellis, de Muncelz, Moncellum juxta S. Johannem de Roysousa, Monceul, Monceuz, Monceauz, Montcel, Moncey, Montcey.

## Histoire
Paroisse sous le vocable de saint Martin. L'abbé de Tournus était collateur de la cure. L'église de Moncet appartint d'abord aux archevêques de Lyon. L'archevêque Pierre Ier la donna, en 1136, aux religieux de Tournus, ne se réservant qu'un cens annuel de 5 sous. L’archevêque Humbert II confirma cette donation, en 1151, sous la réserve d'un cens de deux setiers de seigle, d'une émine de fèves et de 10 sous monnaie de Lyon. Cette donation fut aussi confirmée par l’archevêque Guichard, vers 1170, par le pape Eugène III et, le 8 avril 1179, par le pape Alexandre III.
Par son testament, daté du mois de juillet 1248, Humbert, sire de Beaujeu et connétable de France, fit un legs de 100 sous forts à l'église de Moncet. En 1265, Geoffroy de Chaumont, fils d'Étienne de Chaumont, vendit à Alexandre de Bâgé, fils de Renaud de Bâgé, sire de Bâgé, tout ce qu'il possédait dans le village. « En 1654, le régiment d'Aleigre estant logé dans la paroisse l'église fut pillée et les registres de baptêmes, sépultures et mariages perdus. » Au XVIIe siècle, le revenu de la cure s'élevait à environ 200 livres et consistait en la sixième partie des dîmes et en 36 livres en argent.

### L'Abergement
Ce village appartenait au XIIIe siècle aux Templiers de Laumusse (commanderie de Laumusse). Le droit de garde à percevoir sur ses habitants fit le sujet, en 1292, d'une transaction entre le commandeur Jean de Châtelus, et Guichard de Chaumont, seigneur de Corgenon (Buellas).

## Politique et administration

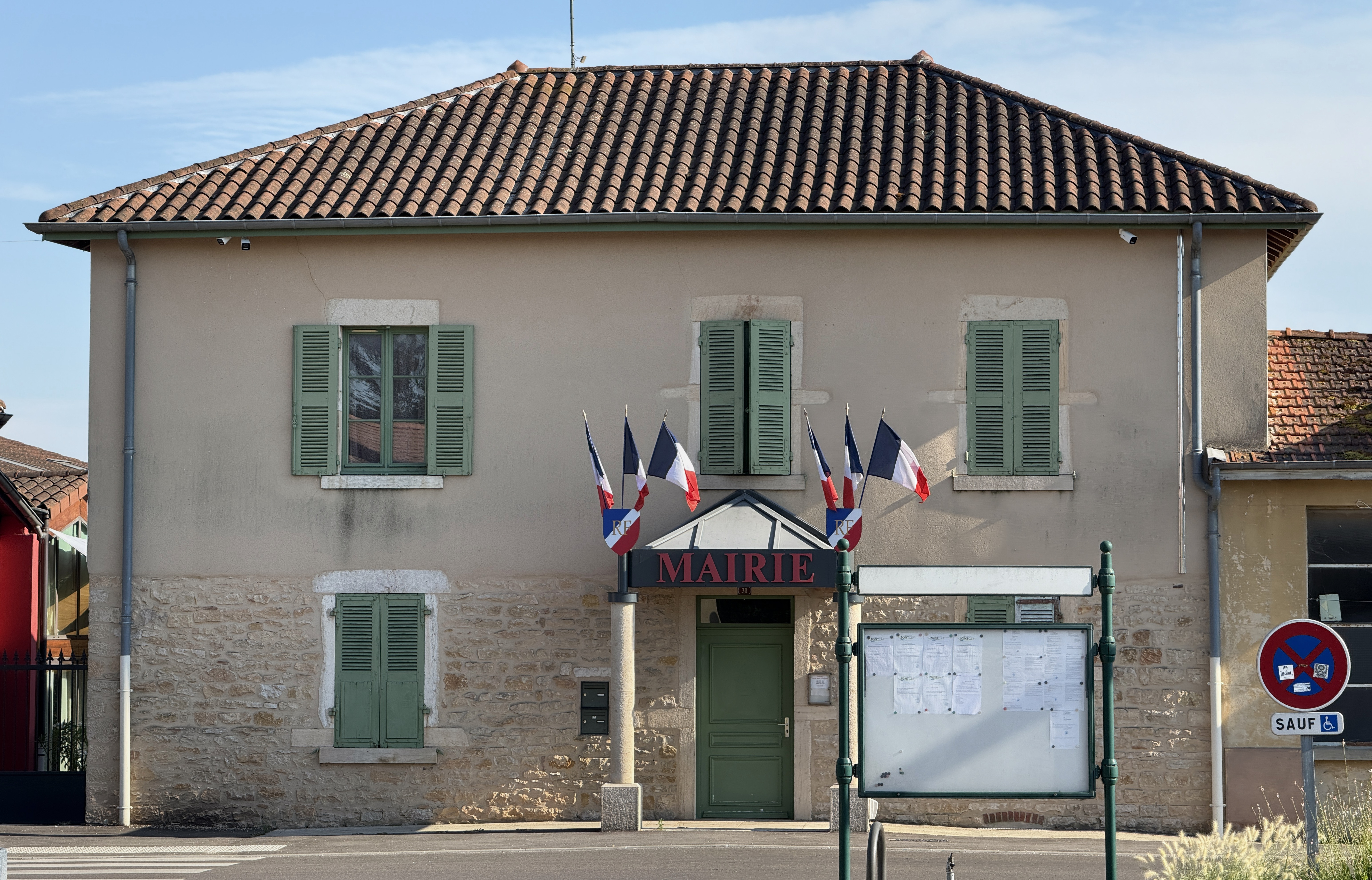
Mairie.

### Découpage territorial
La commune de Montcet est membre de la communauté d'agglomération du Bassin de Bourg-en-Bresse, un établissement public de coopération intercommunale (EPCI) à fiscalité propre créé le 1er janvier 2017 dont le siège est à Bourg-en-Bresse. Ce dernier est par ailleurs membre d'autres groupements intercommunaux.
Sur le plan administratif, elle est rattachée à l'arrondissement de Bourg-en-Bresse, au département de l'Ain et à la région Auvergne-Rhône-Alpes. Sur le plan électoral, elle dépend du  canton d'Attignat pour l'élection des conseillers départementaux, depuis le redécoupage cantonal de 2014 entré en vigueur en 2015, et de la première circonscription de l'Ain  pour les élections législatives, depuis le dernier découpage électoral de 2010.

### Administration municipale
| Période                                  | Période  | Identité       | Étiquette | Qualité    |
| ---------------------------------------- | -------- | -------------- | --------- | ---------- |
| juin 1995                                | mai 2020 | Yves Bouilloux | SE        | Retraité   |
| mai 2020                                 | En cours | Franck Tarpin  | SE        | Technicien |
| Les données manquantes sont à compléter. |          |                |           |            |

## Démographie
L'évolution du nombre d'habitants est connue à travers les recensements de la population effectués dans la commune depuis 1793. Pour les communes de moins de 10 000 habitants, une enquête de recensement portant sur toute la population est réalisée tous les cinq ans, les populations de référence des années intermédiaires étant quant à elles estimées par interpolation ou extrapolation. Pour la commune, le premier recensement exhaustif entrant dans le cadre du nouveau dispositif a été réalisé en 2005.

En 2022, la commune comptait 715 habitants, en évolution de +5,93 % par rapport à 2016 (Ain : +5,15 %, France hors Mayotte : +2,11 %).
| 1793 | 1800 | 1806 | 1821 | 1831 | 1836 | 1841 | 1846 | 1851 |
| ---- | ---- | ---- | ---- | ---- | ---- | ---- | ---- | ---- |
| 444  | 399  | 376  | 402  | 407  | 422  | 441  | 479  | 456  |

| 1856 | 1861 | 1866 | 1872 | 1876 | 1881 | 1886 | 1891 | 1896 |
| ---- | ---- | ---- | ---- | ---- | ---- | ---- | ---- | ---- |
| 409  | 421  | 413  | 402  | 417  | 414  | 411  | 401  | 402  |

| 1901 | 1906 | 1911 | 1921 | 1926 | 1931 | 1936 | 1946 | 1954 |
| ---- | ---- | ---- | ---- | ---- | ---- | ---- | ---- | ---- |
| 400  | 403  | 401  | 332  | 322  | 335  | 308  | 326  | 304  |

| 1962 | 1968 | 1975 | 1982 | 1990 | 1999 | 2005 | 2006 | 2010 |
| ---- | ---- | ---- | ---- | ---- | ---- | ---- | ---- | ---- |
| 283  | 311  | 282  | 290  | 420  | 489  | 611  | 647  | 665  |

| 2015 | 2020 | 2022 | - | - | - | - | - | - |
| ---- | ---- | ---- | - | - | - | - | - | - |
| 667  | 708  | 715  | - | - | - | - | - | - |

## Culture et patrimoine

### Gastronomie
Montcet accueille le restaurant « La mère Bouvier » réputé pour sa gastronomie du terroir.

### Linguistique
Montcet fait partie des communes ayant reçu l’étoile verte espérantiste, distinction remise aux maires de communes recensant des locuteurs de la langue construite espéranto.

### Lieux et monuments
- Église Saint-Martin datant de 1870.

### Personnalités liées à la commune
- Armand Pelletier (1933-2016), militant sourd.